# Eosentomon hargrovei
Eosentomon hargrovei är en urinsektsart som beskrevs av Bernard 1990. Eosentomon hargrovei ingår i släktet Eosentomon och familjen trakétrevfotingar. Inga underarter finns listade i Catalogue of Life.